# نیروگاه حرارتی سیریک
نیروگاه حرارتی سیریک عنوان نیروگاهی در حال ساخت در استان هرمزگان در روستای کرپان شهرستان سیریک است. ظرفیت نامی این نیروگاه ۱۴۰۰ مگاوات و شامل چهار واحد ۳۵۰ مگاواتی بخار خواهد بود.
این نیروگاه پنجمین نیروگاه ساخت روس‌ها در ایران خواهد بود.

## مکان
نیروگاه سیریک در ۱۴۰ کیلومتری شرق شهرستان بندرعباس و ۳۰ کیلومتری جنوب شهرستان میناب در ساحل تنگه هرمز قرار دارد.

## مراحل احداث
احداث این نیروگاه به واسطهٔ فاینانس یک میلیارد و ۲۰۰ میلیون یورویی روسیه و مسئولیت اجرای آن با شرکت روسی تکنوپروم اکسپورت بوده‌است.
قرارداد نیروگاه سیریک در سال ۱۳۹۳ بین ایران و روسیه امضاء و نیروگاه در اواخر سال ۱۳۹۵ کلنگزنی شد.
در شهریور ۱۳۹۶ زمینی با مساحت حدود ۲۰۰ هکتار برای ساخت نیروگاه تحویل پیمانکار روسی شد و قرار بود طی ۵۵ ماه ساخته شود. اما شروع عملیات ساخت نیروگاه دست کم تا آذر ۱۳۹۸ به تأخیر افتاد.
در پی تأخیرهای زیاد رضا اردکانیان در ۳۱ شهریور ۱۳۹۹ اعلام کرد که پیمانکار پروژه تغییر کرده‌است.